# Obwód Straży Granicznej „Brasław”
Obwód Straży Granicznej „Brasław” – jednostka organizacyjna Straży Granicznej pełniąca służbę ochronną na granicy polsko-łotewskiej w 1939 roku.

## Formowanie i zmiany organizacyjne
W związku z przejęciem przez Straż Graniczną ochrony granicy polsko-łotewskiej od Korpusu Ochrony Pogranicza,komendant Straży Granicznej gen. bryg. Walerian Czuma, rozkazem nr 11 z 4 lipca 1939 roku w sprawie utworzenia obwodu i komisariatów Straży Granicznej, nakazał utworzenie Obwodu Straży Granicznej „Brasław”. Etat przewidywał: 4 oficerów, 12 szeregowych, 3 pracowników cywilnych, 1 samochód, 2 konie, 1 bryczka, 1 sanie, 12 kbk, 12 pistoletów.

## Komendanci obwodu
| stopień   | imię i nazwisko      | okres pełnienia służby | kolejne stanowisko |
| --------- | -------------------- | ---------------------- | ------------------ |
| inspektor | Aleksander Krawiecki | 20 VII 1939 –          |                    |

## Struktura organizacyjna
Organizacja obwodu w 1939:
- sztab − Brasław
- komisariat Straży Granicznej „Turmont”
- komisariat Straży Granicznej „Druja”
- komisariat Straży Granicznej „Plusy” (czasowe m.p. Dundery)
- placówka Straży Granicznej II linii „Brasław”